# عبدالرحمان‌لی بالا
عبدالرحمان‌لی بالا (ترکی آذربایجانی: Yuxarı Əbdürrəhmanlı) یک منطقهٔ مسکونی در جمهوری آرتساخ است که در استان هادروت واقع شده‌است.